# Залп «Аврори»
«Залп „Аврори“» — радянський художній фільм 1965 року, знятий на кіностудії «Ленфільм».

## Сюжет
Про підготовку та проведення Жовтневого збройного повстання в Петрограді в 1917 році.

## У ролях
- Михайло Кузнецов — Ленін
- Володимир Татосов —  Свердлов
- Юльєн Балмусов —  Дзержинський
- Іван Дмитрієв —  Дибенко
- Сергій Яковлєв —  Антонов-Овсієнко
- Ізиль Заблудовський —  Подвойський
- Юхим Копелян —  Лев Троцький і полковник Радомислов
- Інна Кондратьєва —  Фофанова
- Бруно Фрейндліх —  командир «Аврори»
- Павло Луспекаєв —  товстий офіцер
- Кирило Лавров —  комісар «Аврори» Бєлишев
- Микита Подгорний —  Керенський
- Володимир Бєлокуров —  міністр Тимчасового уряду
- Михайло Іванов —  міністр Тимчасового уряду
- Георгій Тейх — епізод
- Володимир Зельдін —  поручик Андроников
- Ігор Дмитрієв —  Гранович
- Зінаїда Кирієнко —  Ліза
- Ігор Класс —  Ліпатов
- Михайло Васильєв — епізод
- Юрій Кірєєв — епізод

## Знімальна група
- Режисер — Юрій Вишинський
- Сценаристи — Юрій Вишинський, Борис Лавреньов
- Оператор — Анатолій Назаров
- Композитор — Василь Соловйов-Сєдой
- Художники — Семен Малкін, Микола Суворов